# 黑井文庙
黑井文庙，即黑盐井直隶提举司文庙，位于云南省楚雄州禄丰市黑井镇，始建于明万历四十五年（1617年），清光绪七年（1881年）重建。现存棂星门（太平坊）、泮池、大成殿、两庑等:226。大成殿坐北向南，五开间，单檐歇山顶建筑:105-107。2005年8月23日公布为第二批楚雄州文物保护单位。2019年2月21日公布为第八批云南省文物保护单位。

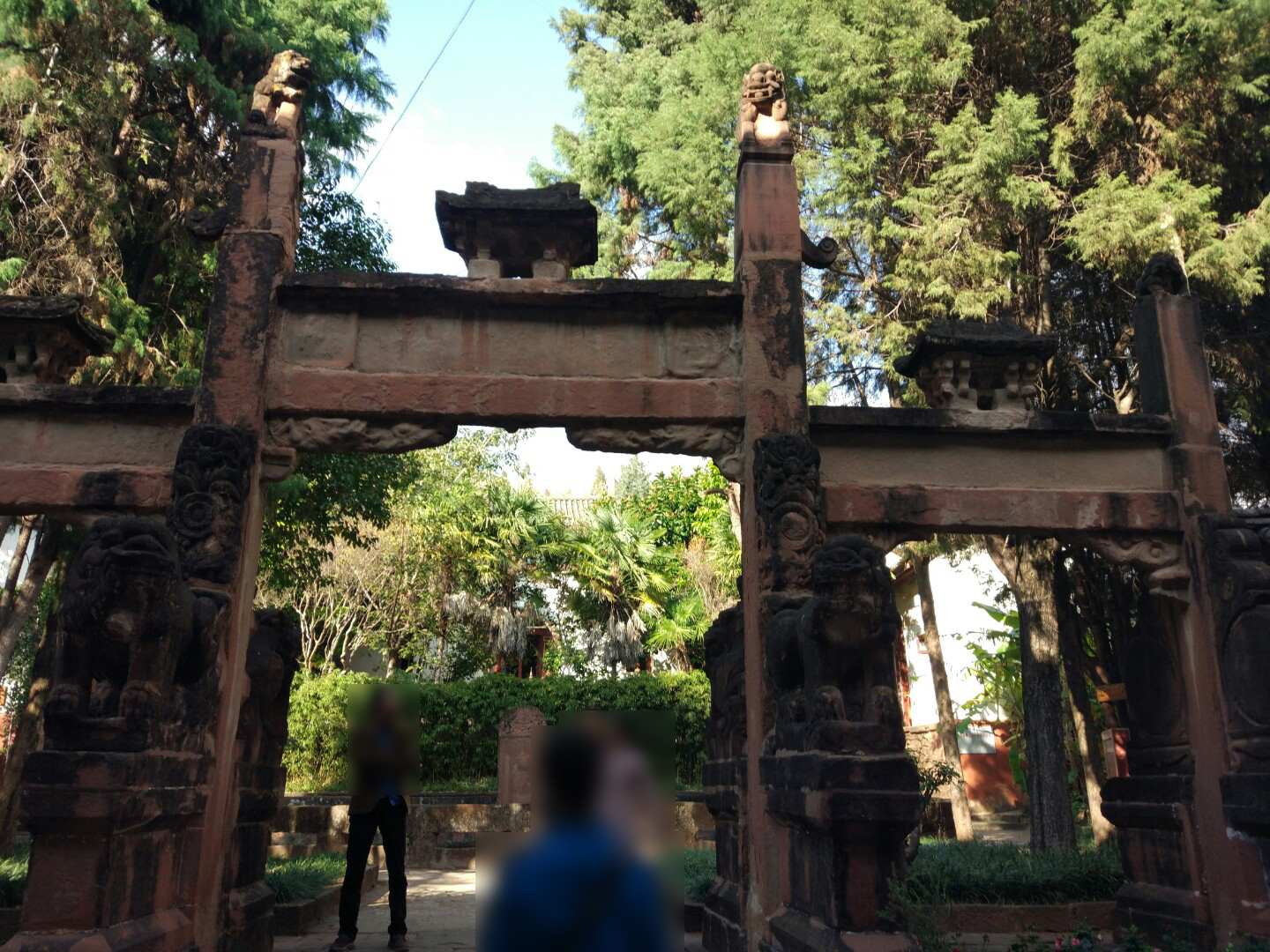
棂星门
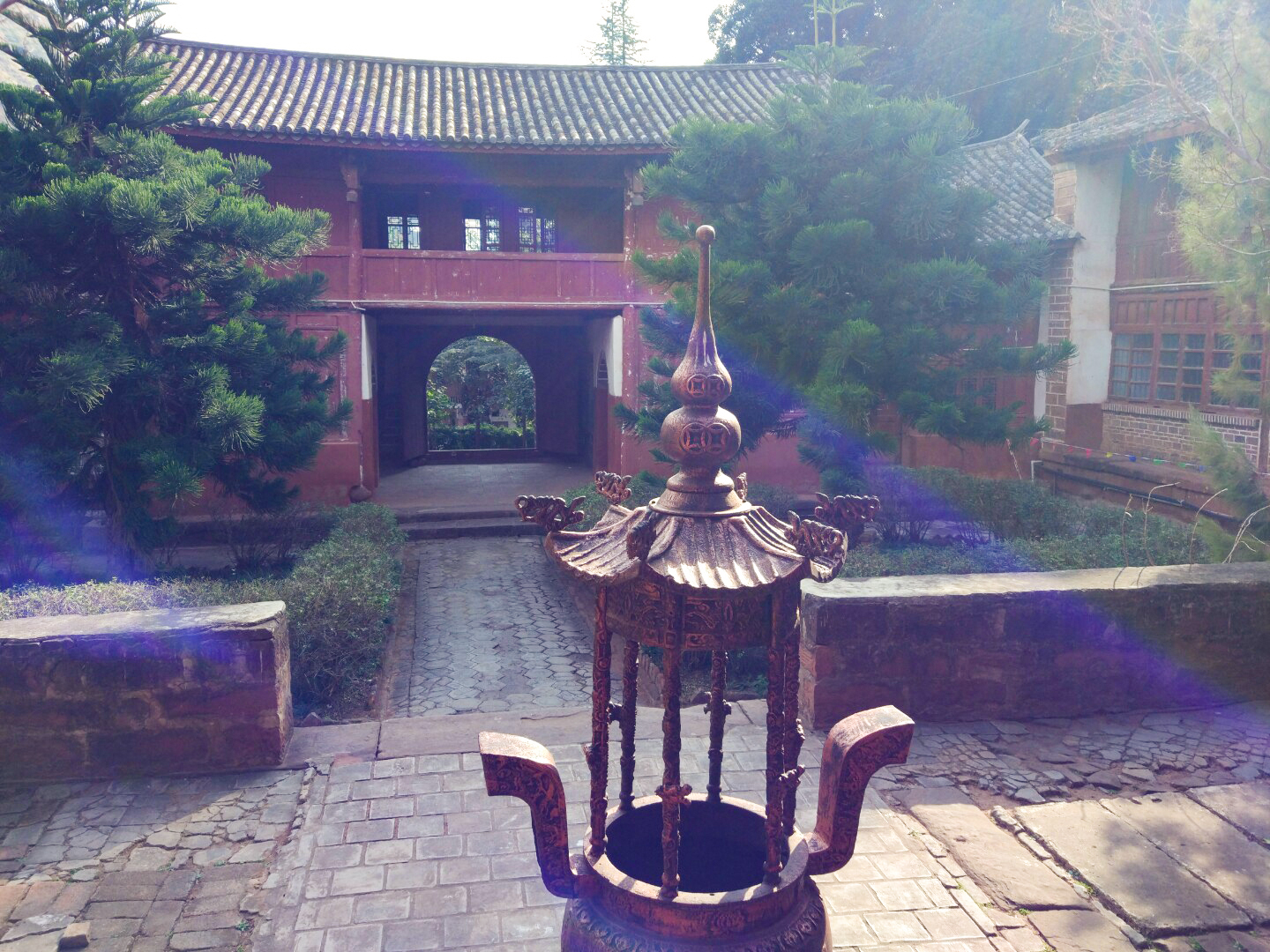
大成门